# Bâtiment de l'hôtel Park à Niš
Le bâtiment de l'hôtel Park à Niš (en serbe cyrillique : Зграда хотела "Парк" у Нишу ; en serbe latin : Zgrada hotela "Park" u Nišu) se trouve à Niš, dans la municipalité de Medijana et dans le district de Nišava, en Serbie. Il est inscrit sur la liste des monuments culturels protégés de la république de Serbie (identifiant no SK 837),,.

## Présentation
Le bâtiment, situé rue 7. jula, a été construit en 1936-1937 dans un style moderniste selon un projet de l'architecte belgradois Aleksandar Sekulić pour le marchand de fer Živko Stojiljković. Vers 1925, Stojiljković possédait déjà des usines à Kumnovo et Leskovac.
Jusqu'à la Première Guerre mondiale, à cet endroit et à l'emplacement de l'hôtel de ville, se trouvait la résidence de Hafiz Pacha, qui a brûlé pendant la guerre. Pendant la Seconde Guerre mondiale, le bâtiment a été utilisé comme la maison des officiers allemands (Soldathensheim) ; en 1941, un membre de la Ligue de la jeunesse communiste de Yougoslavie (SKOJ), Aleksandar Vojinović (1922-1999), a lancé deux bombes sur la grande salle de l'hôtel, tuant et blessant un groupe d'officiers ; en 1953, Vojinović a été décoré de l'ordre du Héros national. Après la guerre, l'hôtel a été utilisé par l'Armée populaire yougoslave (JNA) comme Maison de la Première Armée jusqu'en 1961 ; et, en 1986, une plaque commémorative a été apposée sur l'hôtel, avec un relief représentant l'explosion de la bombe.

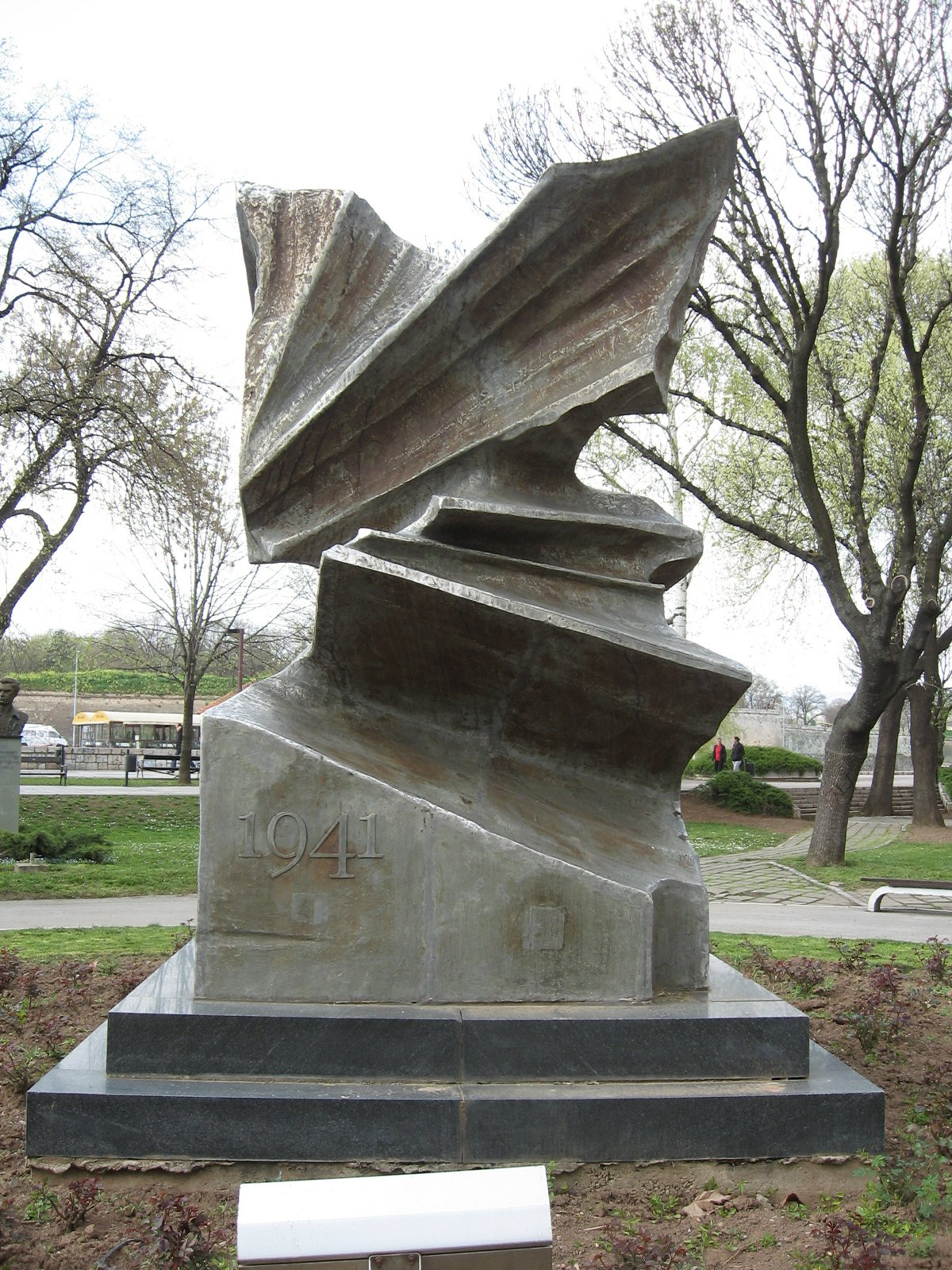
Monument devant l'hôtel Park commémorant l'attaque à la bombe du 2 août 1941.